# دختری از پستو
دختری از پستو (لهستانی: Dziewczyna z szafy) یک فیلم کمدی-درام لهستانی به کارگردانی بودو کوکس است که در سال ۲۰۱۳ منتشر شد.

## گزیدهٔ بازیگران
- پیوتر گوئوواتسکی
- وویچیخ متسفالدوفسکی
- اریک لوبوس
- الگا بووانچ
- ماگدالنا پوپوافسکا
- وویچیخ کالاروس